# NGC 1653
NGC 1653 је елиптична галаксија у сазвежђу Еридан која се налази на NGC листи објеката дубоког неба.
Деклинација објекта је - 2° 23' 34" а ректасцензија 4h 45m 47,5s. Привидна величина (магнитуда) објекта NGC 1653 износи 11,9 а фотографска магнитуда 12,9. Налази се на удаљености од 47,809 милиона парсека од Сунца. NGC 1653 је још познат и под ознакама UGC 3153, MCG 0-13-3, CGCG 394-2, PGC 15942.